# Ґодлево-Луби
Ґодлево-Луби (пол. Godlewo-Łuby) — село в Польщі, у гміні Боґути-П'янки Островського повіту Мазовецького воєводства.
Населення — 98 осіб (2011).
У 1975-1998 роках село належало до Ломжинського воєводства.

## Демографія
Демографічна структура станом на 31 березня 2011 року:
|          | Загалом | Допрацездатний вік | Працездатний вік | Постпрацездатний вік |
| -------- | ------- | ------------------ | ---------------- | -------------------- |
| Чоловіки | 50      | 12                 | 28               | 10                   |
| Жінки    | 48      | 12                 | 31               | 5                    |
| Разом    | 98      | 24                 | 59               | 15                   |